# إيستيبار
بلدية إيستيبار (بالإسبانية: Estépar)، هي إحدى بلديات مقاطعة برغش، التي تقع في منطقة قشتالة وليون، والتي تقع في شمال غرب إسبانيا.
يبلغ عدد سكانها 817 نسمة وفقاً لإحصائية سنة (2002).